# La Musique en folie
Pour les articles homonymes, voir Around the World.
Pour plus de détails, voir Fiche technique et Distribution.
La Musique en folie (Around the World) est un film américain réalisé par Allan Dwan, sorti en 1943.

## Synopsis
Kay Kyser et son orchestre, Mischa Auer et Joan Davis, font partie d'une tournée mondiale destinée à divertir les troupes américaines. En Australie, ils rencontrent la jeune Marcy McGuire, qui leur demande de l'emmener afin qu'elle puisse rentrer aux États-Unis car elle n'a plus de nouvelles de son père. Devant leur refus, elle monte quand même dans leur avion et finira par participer au spectacle.

## Fiche technique
- Titre original : Around the World
- Titre français : La Musique en folie
- Réalisation : Allan Dwan
- Scénario : Ralph Spence
- Direction artistique : Albert D'Agostino, Alfred Herman
- Décors : Darrell Silvera, Claude Carpenter
- Costumes : Renié
- Photographie : Russell Metty
- Son : Jean L. Speak
- Montage : Theron Warth
- Musique : George Duning
- Direction musicale : Mischa Bakaleinikoff
- Chorégraphie : Nicholas Castle
- Production : Allan Dwan
- Société de production : RKO Radio Pictures
- Société de distribution : RKO Radio Pictures
- Pays de production :  États-Unis
- Langue originale : anglais
- Format : Noir et blanc  — 35 mm — 1,37:1 — son mono
- Genre : Comédie
- Durée : 80 minutes
- Dates de sortie : 
  - États-Unis : 24 novembre 1943
  - France : 2 août 1946

## Distribution
- Kay Kyser : lui-même
- Mischa Auer : lui-même
- Joan Davis : elle-même
- Marcy McGuire (en) : elle-même
- Wally Brown (en) : le pilote
- Alan Carney : Joe Gimpus
- Claire Carleton (non créditée) : Lieutenant Spencer

## Chansons du film
- "Don't Believe Everything You Dream", "Candlelight and Wine", "He's Got a Secret Weapon", "They Just Chopped Down the Old Apple Tree", "Great News in the Making", "Roodle-ee-doo", "The Moke from Shamokin" : paroles et musique de Jimmy McHugh et Harold Adamson
- "Waltzing Matilda" : musique de Marie Cowan, lyrics de Banjo Paterson